# Kanton Rohan
Der Kanton Rohan war bis 2015 ein französischer Kanton im Arrondissement Pontivy, im Département Morbihan und in der Region Bretagne; sein Hauptort war Rohan.

## Gemeinden
Der Kanton Rohan umfasste sieben Gemeinden:
| Gemeinde    | Bretonisch      | Einwohner (2022) | Fläche (km²) | Code postal | Code Insee |
| ----------- | --------------- | ---------------- | ------------ | ----------- | ---------- |
| Bréhan      | Brehant-Loudieg | 2.298            | 51.65        | 56580       | 56024      |
| Crédin      | Kerzhin         | 1.493            | 33.74        | 56580       | 56047      |
| Lantillac   | Landeliav       | 291              | 7.72         | 56120       | 56103      |
| Pleugriffet | Ploueg-Grifed   | 1.281            | 38.49        | 56120       | 56160      |
| Radenac     | Radeneg         | 1.067            | 21.65        | 56500       | 56189      |
| Réguiny     | Regini          | 1.944            | 27.92        | 56500       | 56190      |
| Rohan       | Roc'han         | 1.541            | 23.43        | 56580       | 56198      |
| Kanton      | Roc'han         | 9.875            | 204.60       | -           | 5633       |

## Bevölkerungsentwicklung
| 1962  | 1968  | 1975  | 1982  | 1990  | 1999  | 2006  | 2012  |
| ----- | ----- | ----- | ----- | ----- | ----- | ----- | ----- |
| 9.712 | 9.645 | 9.554 | 9.390 | 8.988 | 8.981 | 9.422 | 9.875 |